# الاقتصاد في الاعتقاد
الاقتصاد في الاعتقاد، من تأليف أبو حامد الغزالي، وهو كتاب في عقيدة أهل السنة والجماعة على طريقة الأشاعرة وفق منظور العقل ونصوص الشرع الإسلامي. وهو آخر كتاب ألفه الغزالي قبل تخليه عن التدريس في المدرسة النظامية ودخول العزلة.
وللكتاب شروحاً من قبل كثير من العلماء، منها كتاب الاقتصاد في كفاية الاعتقاد، لمؤلفه شهاب الدين أحمد بن عماد الأقفهسي.